# نادي ماديرا لكرة السلة
نادي ماديرا لكرة السلة هو فريق كرة سلة برتغالي للمحترفين تأسس في سنة 1979 يقع مقره في فونشال. يلعب في الدوري البرتغالي لكرة السلة.

## الإنجازات
- كأس الدوري البرتغالي لكرة السلة: 1[1]

2004–05
- كأس البرتغال لكرة السلة: 1[1]

2010–11

## أبرز اللاعبين
من أبرز اللاعبين الذين لعبوا معه:
- بوبي جو هاتون
- ميلوس بابيك

## وصلات خارجية
- الموقع الرسمي